# Eurovision Song Contest 1968

Deltagande länder.
Länder som tävlat förut men inte deltog 1968.

Eurovision Song Contest 1968 avgjordes 6 april 1968 i London, Storbritannien. Vinnare blev Spaniens bidrag "La, la, la", framfört av Massiel.

## Historik
Tävlingen och programmet sändes den 6 april 1968 från BBC Royal Albert Hall i London, Storbritannien, i och med att Storbritannien året innan hade vunnit med låten "Puppet on a String" av Sandie Shaw. Programledare var, för tredje gången Katie Boyle. Kapellmästare var Norrie Paramor. Varje lands jury bestod detta år av tio medlemmar, där varje medlem hade en röst att lägga på sin favorit. Det var första gången som tävlingen sändes i färg-TV, dock endast i ett fåtal länder, däribland Sverige och Finland.
Sveriges bidrag detta år var "Det börjar verka kärlek banne mig", som framfördes av Claes-Göran Hederström, med Mats Olsson som dirigent. Claes-Göran kom av sig flera gånger på repetitionerna, men sjöng under finalen utan problem. Sången kom på femte plats och fick som mest sex röster från Norge och låg som bäst till på fjärde plats efter fjortonde röstomgången. Låten tillhörde favoriterna; brittiska vadhållningsfirmor gav låten oddsen 5-1 att den skulle vinna.
Segraren detta år blev Massiel, som representerade Spanien, med låten "La la la". Från början var det tänkt att Spanien skulle representeras av Joan Manuel Serrat, men han nekades i och med att han önskade sjunga på katalanska. Norges nationella vinnare fick bytas ut mot det bidrag som kom tvåa, i och med att landets vinnarlåt ansågs vara ett plagiat av en av Cliff Richards tidigare melodier. Detta bidrag fick endast två poäng och slutade på trettonde plats.
När Jugoslavien, som stod för det sista bidraget, hade avslutat sin sång, rusade en ung man in på scenen med en blomsterkvast och var på väg att skapa förvirring. Kamerorna var emellertid vinklade åt ett annat håll när detta inträffade.

## Bidragen
| Nr | Land           | Artist                           | Sång                               | Översättning | Språk        | Placering | Poäng |
| -- | -------------- | -------------------------------- | ---------------------------------- | ------------ | ------------ | --------- | ----- |
| 1  | Portugal       | Carlos Mendes                    | Verão                              | —            | Portugisiska | 11        | 5     |
| 2  | Nederländerna  | Ronnie Tober                     | Morgen                             | —            | Nederländska | 16        | 1     |
| 3  | Belgien        | Claude Lombard                   | Quand tu reviendras                | —            | Franska      | 7         | 8     |
| 4  | Österrike      | Karel Gott                       | Tausend Fenster                    | —            | Tyska        | 13        | 2     |
| 5  | Luxemburg      | Chris Baldo & Sophie Garel       | Nous vivrons d'amour               | —            | Franska      | 11        | 5     |
| 6  | Schweiz        | Gianni Mascolo                   | Guardando il sole                  | —            | Italienska   | 13        | 2     |
| 7  | Monaco         | Line & Willy                     | À chacun sa chanson                | —            | Franska      | 7         | 8     |
| 8  | Sverige        | Claes-Göran Hederström           | Det börjar verka kärlek, banne mej | —            | Svenska      | 5         | 15    |
| 9  | Finland        | Kristina Hautala                 | Kun kello käy                      | —            | Finska       | 16        | 1     |
| 10 | Frankrike      | Isabelle Aubret                  | La source                          | —            | Franska      | 3         | 20    |
| 11 | Italien        | Sergio Endrigo                   | Marianne                           | —            | Italienska   | 10        | 7     |
| 12 | Storbritannien | Cliff Richard                    | Congratulations                    | —            | Engelska     | 2         | 28    |
| 13 | Norge          | Odd Børre                        | Stress                             | —            | Norska       | 13        | 2     |
| 14 | Irland         | Pat McGeegan                     | Chance of a Lifetime               | —            | Engelska     | 4         | 18    |
| 15 | Spanien        | Massiel                          | La, la, la                         | —            | Spanska      | 1         | 29    |
| 16 | Västtyskland   | Wenche Myhre                     | Ein Hoch der Liebe                 | —            | Tyska        | 6         | 11    |
| 17 | Jugoslavien    | Luci Kapurso & Hamo Hajdarhodzic | Jedan dan                          | —            | Kroatiska    | 7         | 8     |

## Omröstningen
Omröstningen bjöd på mycket stor dramatik detta år. Spanien tog ledningen efter första omgången, och höll denna fram till tredje omgången, då Frankrike tog över, och såg ett tag ut att vara på väg att vinna hela tävlingen. Storbritannien kom dock ikapp och tog ledningen jämsides med Frankrike efter åttonde röstomgången, för att sedan ta ledningen i omgången efter. Storbritannien höll kvar denna ledning fram till näst sista röstomgången, då landet ledde före Spanien med tre poäng. När Storbritannien då fick två poäng från Belgien såg det hela ut att vara klart för Storbritannien.
I den näst sista röstomgången - den 16:e av totalt 17 - gav så Tyskland sex poäng till Spanien, som därmed gick förbi Storbritannien med en enda poäng. När den sista jurygruppen från Jugoslavien skulle dela ut sina poäng brusade det i högtalarna, så när de skulle ge två poäng till Schweiz hörde Katie Boyle fel, och upprepade att de gav tre poäng i stället för två. Det ledde till att Katie fick anropa Jugoslavien igen då det märktes att det blev elva poäng i stället för tio. Dock trodde de av misstag att det var Spanien som hade delat ut för många poäng. Efter att det var klart att Jugoslavien gav två poäng till Schweiz stod Spanien som segrare.
| Bidrag | Portugal       | 5  |   | - | - | - | - | - | - | - | - | - | - | - | 2 | - | 3 | - | - |
| Bidrag | Nederländerna  | 1  | - |   | - | - | - | - | - | - | - | - | 1 | - | - | - | - | - | - |
| Bidrag | Belgien        | 8  | 1 | - |   | - | - | - | - | - | 1 | 1 | 3 | 1 | - | - | 1 | - | - |
| Bidrag | Österrike      | 2  | - | - | - |   | - | - | - | - | - | - | - | - | - | - | - | 2 | - |
| Bidrag | Luxemburg      | 5  | - | 1 | - | 1 |   | - | 1 | - | - | 1 | - | 1 | - | - | - | - | - |
| Bidrag | Schweiz        | 2  | - | - | - | - | - |   | - | - | - | - | - | - | - | - | - | - | 2 |
| Bidrag | Monaco         | 8  | - | 2 | - | - | 1 | - |   | - | 3 | - | - | 1 | - | 1 | - | - | - |
| Bidrag | Sverige        | 15 | 1 | 1 | - | - | - | - | - |   | 1 | - | - | 2 | 6 | 4 | - | - | - |
| Bidrag | Finland        | 1  | - | - | - | - | - | - | - | - |   | - | - | - | 1 | - | - | - | - |
| Bidrag | Frankrike      | 20 | - | 3 | 6 | 2 | 3 | 3 | - | 1 | - |   | 2 | - | - | - | - | - | - |
| Bidrag | Italien        | 7  | 1 | - | - | - | - | 2 | - | - | - | - |   | - | - | - | 2 | - | 2 |
| Bidrag | Storbritannien | 28 | 1 | 2 | 2 | - | 1 | 4 | 5 | 3 | 2 | 4 | 1 |   | - | 1 | - | 2 | - |
| Bidrag | Norge          | 2  | - | - | - | - | 1 | - | - | - | - | - | - | - |   | - | 1 | - | - |
| Bidrag | Irland         | 18 | 1 | 1 | 1 | 4 | 1 | - | - | 4 | - | - | - | - | - |   | - | - | 6 |
| Bidrag | Spanien        | 29 | 4 | - | - | 2 | 1 | - | 4 | - | 3 | 4 | 3 | - | 1 | 1 |   | 6 | - |
| Bidrag | Västtyskland   | 11 | - | - | - | - | 1 | 1 | - | 2 | - | - | - | 5 | - | - | 2 |   | - |
| Bidrag | Jugoslavien    | 8  | 1 | - | 1 | 1 | 1 | - | - | - | - | - | - | - | - | 3 | 1 | - |   |

## Återkommande artister
| Artist          | Land      | Tidigare år    |
| --------------- | --------- | -------------- |
| Isabelle Aubret | Frankrike | 1962 (vinnare) |